# 布伦比市镇
布伦比市镇（丹麥語：Brøndby Kommune，發音：[ˈpʁɶnpy kʰoˈmuːnə]）是丹麥的一個市鎮，位於西蘭島東岸克厄灣畔、哥本哈根西南，屬首都大区。面積23.05平方公里，2009年人口33,762人。行政中心为西布伦比。
丹麥足球勁旅之一的布伦德比足球俱乐部以及欧洲羽毛球联合会均位於本市镇。